# 蛸島屋鶴千代
蛸島屋 鶴千代（たこしまや つるちよ、本名：新井 正浩（あらい まさひろ）、1966年1月21日 - ）は日本の元お笑い芸人で、ぴのっきをの一員。現在は引退して一般人。京都府京都市出身。京都府立乙訓高等学校卒業。

## 人物
芸人仲間、ファンらからつけられた通称はタコ、またはタコ兄（にぃ）。
基本的に通称・本名での表記が多く、所属事務所のビデオですら正しい芸名を書かれたものは少ない。そのため、彼の芸名のフルネームを知らない人は結構多い。
まれに芸名を「つるちよのすけ」などと間違われるが、正確には「つるちよ」。苗字も「たこじまや」ではなく、「たこしまや」である。
どちらかと言うと細面で坊主頭の清水に対し、金髪・丸顔が特徴的だった。また、途中から髪を伸ばしていた。

## 「ぴのっきを」として
1988年、清水共一（現・清水キョウイチ郎）とお笑いコンビ「ぴのっきを」（後の「ぴのっきお」、「きょーちゃん蛸ちゃん」）を結成。主にツッコミを担当していた。師匠はチャンバラトリオ。
コンビ結成のきっかけは、清水が勝手に舞台の幕を開けて舞台に飛び出したのを見て、「この人は凄い芸人だ」と思ったのがきっかけであると、メッセンジャー黒田、メッセンジャーあいはらによって、清水の追悼番組で明かされた。
コンビとしては関西圏を中心に人気を得たが、ソロでの活動は殆どなく、全国区にまで名前を広げることはなかった。更に清水の存在感があまりにも強かったため、舞台でも番組でもあまり目立たないことが多かった。
2000年に実家の家業を継ぐため（と言われているが、実際は清水の失敗ぶりに愛想を尽かせたという説も流れている）、きょーちゃん蛸ちゃんを解散し、同時に芸能界を引退。現在はホームヘルパーの資格を取得し、特養老人ホームで働いている。芸人仲間たちと今も交流があるのかは不明。
解散後、清水に「師匠の山根とデキていた」と言う嘘を流されたことがある。

## エピソード
- 「ダウンタウンのガキの使いやあらへんで!」の中で、一度だけキレたことがある。理由は「宮川大助・花子」の宮川花子と、清水が出来たと言う噂を流されたため。しかし、引退後に「師匠と出来ていた」と、清水によって流されている。